# Albert Johannes
Albert Johannes (* 3. Mai 1897 in Ludwigsburg; † 20. Mai 1983 in Hamburg) war ein deutscher Schauspieler, Synchron- und Hörspielsprecher.

## Leben
1918 wurde Albert Johannes nach einer künstlerischen Ausbildung Theaterschauspieler in Heilbronn. Es folgten Engagements an verschiedenen deutschen Bühnen und in den 1930er Jahren Auftritte an deutschsprachigen Theatern in Prag. Als Folge der Kriegsereignisse wich die deutsche Filmindustrie Anfang der 40er Jahre teilweise nach Prag aus. Hier kam Johannes in Kontakt mit der Bavaria Filmkunst und stand 1941 bei den Propagandafilmen „Kameraden“ und „Carl Peters“ zum ersten Mal vor einer Filmkamera.
Nach Kriegsende nahm Johannes seine Theatertätigkeit (jetzt in Berlin) wieder auf. Es folgte die Rolle als Wahrsager im ersten deutschen Nachkriegsfilm „Die Mörder sind unter uns“'. Anschließend war er noch an zwei weiteren DEFA-Produktionen beteiligt.
Anfang der 50er Jahre ging Johannes nach Westdeutschland und ließ sich in Hamburg nieder. Schwerpunktmäßig war er mit Theater-, Hörspiel- und Synchronaufgaben beschäftigt. Nach dem Kinofilm „Ludwig II.“ 1955 folgten bis in die 70er Jahre vor der Kamera nur noch Einsätze für TV-Produktionen.

## Filmografie
- 1941: Kameraden
- 1941: Carl Peters
- 1942: Dr. Crippen an Bord
- 1943: Das schwarze Schaf
- 1944: Seine beste Rolle
- 1946: Die Mörder sind unter uns
- 1949: Die Kuckucks
- 1949: Rotation
- 1955: Ludwig II.
- 1961: Elisabeth von England (TV)
- 1962: Leben des Galilei (TV)
- 1962: Anfrage (TV)
- 1963: Schlachtvieh (TV)
- 1964: Die Silberflöte (TV)
- 1965: Romulus der Große (TV)
- 1968: Chronik der Familie Nägele
- 1975: PS – Geschichten ums Auto (TV)
- 1975: Tatort – Mordgedanken (TV)

## Theater
- 1948: August Jakobson: Die Brüder Kondor (Jurison) – Regie: Hans Stiebner (Theater am Schiffbauerdamm Berlin)
- 1949: Arthur Miller Alle meine Söhne (Dr. Bayliß) – Regie: Heinz Wolfgang Litten (Theater am Schiffbauerdamm Berlin)

## Hörspiele (Auswahl)
- 1946: Toni Attenberger: Hannibal und die Smaragde (James Lyster, Ingenieur) – Regie: Hanns Korngiebel (RIAS Berlin)
- 1947: Mark Twain: Die Millionen-Pfundnote – Regie: Hanns Korngiebel (RIAS Berlin)
- 1951: Werner Brink: Es kommt doch an den Tag. Ein Bericht über dunkle Ehrenmänner von heute – Regie: Werner Oelschläger (RIAS Berlin)
- 1952: Alphonse Daudet: Das Elixier des hochwürdigen Vaters Gaucher (Säckelmeister) – Regie: Hanns Korngiebel (RIAS Berlin)
- 1958: Thierry: Pension Spreewitz (In der Pension hat es gebrannt, Folge 11) (Herr Senf) – Regie: Ivo Veit (RIAS Berlin)
- 1960: Thierry: Pension Spreewitz (Gisela petzt nicht in der Schule, Folge 58) – Regie: Ivo Veit (RIAS Berlin)
- 1960: Thierry: Pension Spreewitz (Gisela hat einen Verehrer, Folge 74) – Regie: Ivo Veit (RIAS Berlin)
- 1967: Siegfried Lenz: Das Labyrinth (Artus) – Regie: Fritz Schröder-Jahn (NDR / SDR)
- 1977: Algernon Blackwood: Die unglaubliche Nacht der Brüder Gilmer (William Gilmer) – Regie: Otto Kurth (SFB)